# Assisen van Capua
De Assisen van Capua is een verzameling van twintig wetten afgekondigd door keizer Frederik II als koning van Sicilië. Frederik II kondigde de assisen of kernwetten af op 20 december 1220 op de hofdag in Capua.

## Context
Na een verblijf van acht jaar in Duitsland was Frederik II teruggekeerd naar het koninkrijk Sicilië om orde op zaken te stellen. Tijdens zijn minderjarigheid was het koninkrijk bestuurd door een kroonraad onder regentschap van de paus. Hierdoor was de kroon sterk verarmd ten koste van lokale heersers, die vaak de koninklijke autoriteit niet langer erkenden. Naast een militaire campagne om zijn gezag te herstellen, kondigde Frederik II hiertoe ook assisen af.

## Inhoud
De assisen hadden tot doel de rechtszekerheid te herstellen. De belangrijkste van de twintig wetten was de Lex de resignandis privilegiis. Alle giften, schenkingen en privileges gedaan na de dood van Willem II van Sicilië in 1189 werden nietig verklaard. Alle oorkonden en documenten moesten aan de kroon worden voorgelegd en de bezittingen waarvan de rechtmatigheid niet kon worden aangetoond, vervielen aan de kroon.